# Gleasonia prancei
Gleasonia prancei là một loài thực vật có hoa trong họ Thiến thảo. Loài này được Boom mô tả khoa học đầu tiên năm 1985.